# 용문역 (대전)
용문(가톨릭병원)역(Yongmun(Catholic Hospital)Station, 龍汶(天主敎病院)驛)은 대전광역시 서구 용문동에 있는 대전 도시철도 1호선의 전철역이다. 수침교 하저터널로 오룡역과 연결된다.

## 연혁
- 2003년 7월 25일 : 용문역으로 역명 확정[1]
- 2006년 3월 16일 : 1단계 (판암 ~ 정부청사) 구간 개통과 함께 영업 개시
- 2016년 1월 26일 : 우표테마역사 개관

## 역 구조
2면 2선의 상대식 승강장이 있는 지하역이다. 스크린도어가 설치되어 있다.

### 승강장
| 오룡 ↑ |
| \| 상  |
| ↓ 탄방 |

| 상행 | ● 대전 도시철도 1호선 | 오룡 · 중앙로 · 대전역 · 판암 방면 |
| 하행 | ● 대전 도시철도 1호선 | 탄방 · 시청 · 유성온천 · 반석 방면 |

- 승강장 번호는 없다.

## 역 주변
- 롯데백화점 대전점
- 롯데시네마 대전(백화점)
- 전자타운
- 용문동행정복지센터
- 용문동우체국
- 연합정형외과병원
- 우리은행 용문역지점
- 대신증권 서대전지점
- 하나은행 용문역지점
- 한국건강관리협회 대전충남지부
- 대전 주한 프랑스 문화원 (알리앙스 프랑세즈)
- 대전 YWCA 여성개발인력센터
- 가톨릭병원
- 우리크리닉
- 가장동 삼성 래미안아파트

## 승차량 변동
역 주변에 롯데백화점 대전점을 포함해서 약간 번화된 거리가 있어서 이용률이 높은 편이다.
| 역 노선 | 1일 평균 승차 인원 | 1일 평균 승차 인원 | 1일 평균 승차 인원 | 1일 평균 승차 인원 | 1일 평균 승차 인원 | 1일 평균 승차 인원 | 1일 평균 승차 인원 | 1일 평균 승차 인원 | 1일 평균 승차 인원 | 1일 평균 승차 인원 |
| 역 노선 | 2006년             | 2007년             | 2008년             | 2009년             | 2010년             | 2011년             | 2012년             | 2013년             | 2014년             | 2015년             |
| ------- | ------------------ | ------------------ | ------------------ | ------------------ | ------------------ | ------------------ | ------------------ | ------------------ | ------------------ | ------------------ |
| 1호선   | 3,313              | 4,898              | 5,688              | 6,830              | 7,087              | 7,401              | 7,399              | 7,709              | 7,665              | 7,528              |
| 1호선   | 2016년             | 2017년             | 2018년             | 2019년             | 2020년             |                    |                    |                    |                    |                    |
| 1호선   | 7,585              | 7,586              | 7,564              | 7,567              |                    |                    |                    |                    |                    |                    |

## 인접한 역
| 대전 도시철도 1호선 | 대전 도시철도 1호선   | 대전 도시철도 1호선            |
| ------------------- | --------------------- | ------------------------------ |
| 108 오룡 판암 방면  | ● 대전 도시철도 1호선 | 110 탄방(다빈치병원) 반석 방면 |